# Accumulation primitive du capital
L’accumulation primitive du capital est une théorie économique selon laquelle la Révolution industrielle a été rendue possible par l'accumulation de capital dans le temps, assurant des capacités d'investissement aux capitalistes. Cette théorie est développée par Karl Marx dans le Capital (chapitres 26 à 33) pour expliquer la révolution industrielle du XIXe siècle.
Si le concept est d'origine marxiste, il a été traité par la suite par d'autres économistes, qui l'ont affiné ou l'ont contesté, en particulier grâce aux statistiques et recherches historiques postérieures à la mort de Marx[réf. nécessaire].
Pour les marxistes, cette approche est le cœur du matérialisme dialectique, qui analyse l’histoire pour tenter de comprendre l’économie. Les détracteurs y voient au contraire un biais induit par le désir de valider des thèses économiques et sociales. De fait, la thèse de Marx a conservé une forte influence sur les grilles de lecture de la révolution industrielle, bien au-delà des cercles marxistes.

## Abondance du capital au début de la révolution industrielle
L'abondance du capital, s'il est utilisé, permet d'investir. L'investissement doit représenter au moins 10 % de la production nationale pour qu'une révolution industrielle se produise, a calculé l'économiste américain Walt Rostow, en observant que le sous-développement, dans de nombreux pays, se traduit par un taux d'investissement de seulement 5 %.

### La conception marxiste prolonge celle de David Ricardo
Le processus de production suppose l'avance d'un capital, il existe donc nécessairement une accumulation primitive, qui « joue dans l'économie politique à peu près le même rôle que le péché originel dans la théologie. Adam mordit la pomme, et voilà le péché qui fait son entrée dans le monde», écrit Marx.
Cette réflexion, centrée en particulier sur la révolution industrielle en Angleterre au XIXe siècle, s’inspire des travaux initiaux de l’économiste David Ricardo, pour qui le niveau de la production et le nombre de travailleurs dont ils avaient besoin dépendaient des capitaux dont ils disposaient, selon les historiens Patrick Verley et Jean-Pierre Rioux. « Marx prolongea cette analyse en lui donnant en particulier une dimension historique », explique Patrick Verley (dans La Révolution industrielle, page 65). Adam Smith, de l’École classique était lui resté prudent sur la question, la révolution néoclassique insistant plutôt, à partir de la fin du XIXe siècle, sur la rémunération du capital comme facteur de production, sans prendre en compte ni l'impact ni l'origine du stock de capital accumulé.
Marx avance trois grandes explications à cette accumulation primitive de capital, qui a pris des proportions suffisantes pour enclencher une révolution industrielle : l’enrichissement par vagues successives des capitalistes anglais qui ont spolié l'Église de ses biens, aliéné les domaines de l'État, pillé et enclos les terrains communaux, puis la révolution agricole entamée dès le XVe siècle en Angleterre avant d'accélérer au XIXe siècle, qui provoque un exode rural et des gains de productivité, et enfin l’explosion des bénéfices du commerce colonial au milieu du XVIIIe siècle, en particulier grâce aux plantations de sucre de la zone caraïbe profitant du travail gratuit des esclaves.

### Un lien de causalité plus contesté, selon d’autres économistes
Si le lien de cause à effet ne fait pas l’unanimité, les économistes reconnaissent en général que Marx s’appuie en partie sur la réalité. « Le capital était abondant » à la fin du XVIIIe siècle et au début du XIXe siècle, en Grande-Bretagne, en France et plus encore en Suisse et aux Pays-Bas, écrit en particulier Patrick Verley (dans La révolution industrielle, page 181).
Mais « les capitaux secrétés », ne se « transférèrent que de façon inégale et limitée dans l’industrie naissante. La contribution de l’agriculture, en particulier au niveau de la formation du capital, fut faible », tempère-t-il.
En France l’aristocratie se détourne des investissements productif et ne place sa fortune que dans la terre, tout particulièrement l’aristocratie engagée dans le commerce colonial, par exemple dans la région nantaise, où les grandes fortunes du sucre privilégient le foncier, remarque pour sa part Jean-Pierre Rioux.
« Le concept de modèle ne s’applique guère en économie », estime ainsi Jean-Pierre Rioux, en soulignant la diversité des types d’industrialisation.
Pour l’économiste Jean Bouvier, le règne des banquiers qui s’affirme au XIXe siècle ne sera que confirmation et extension de l’emprise bancaire sur l’économie qui s’annonçait dès le XVIIIe siècle, en particulier après la création du système de Law, en 1720. L’historien Fernand Braudel remarque en particulier que la croissance économique française, qui avait pris du retard au début du XVIIIe siècle, jusqu’en 1720 la rattrape et la dépasse dans les soixante années qui suivent, avant d’être à nouveau distanciée lors des guerres napoléoniennes.

## Expropriations, révolution agricole, commerce colonial: les trois explications de Marx
Karl Marx analyse l’accumulation en phases successives, qui se renforcent les unes les autres: commerce colonial, expropriations et révolution agricole, dans un langage éloquent, percutant, et militant, expliquant que le capital arrive au monde « suant le sang et la boue par tous les pores », à une époque où ce capital se faisait fort d'apporter confort et progrès technique.

### En Angleterre, les terres enclose et les fermages augmentés
Selon Marx, les capitalistes ont spolié l'Église de ses biens, dans une Angleterre où les biens des catholiques sont récupérés par les anglicans dès le XVIe siècle. Ils ont aussi aliéné des domaines de l'État, pillé et enclos les terrains communaux pour se les approprier, expropriant leur population vers les villes. Des champs pâturages communs et champs ouverts au glanage ont été récupérés et clôturés par de riches propriétaires de troupeaux de moutons pour le commerce de la laine alors en pleine expansion, entraînant l’appauvrissement de la population rurale et des mouvements de révolte, comme dans les Midlands en 1607. Les conséquences sociales de l'Enclosure ont été décriées dès le XVIe siècle par des auteurs anglais tels que Thomas More. Apparurent à la fin du XVIIe siècle des « enclosures ratifiées par le parlement qui permettaient d’éviter toute contestation », a noté Patrick Verley (dans La Révolution industrielle, page 254), en précisant que le doublement du fermage n’était pas rare, mais que 43 % de ces actes eurent lieu « pendant les guerres napoléoniennes » alors que le décollage industriel avait déjà vingt ans, tandis que la baisse des prix agricoles a favorisé l’exode rural surtout après ces guerres. Jean-Pierre Rioux note aussi (dans La Révolution industrielle, page 191) qu’en 1920, la population agricole représente encore 46 % de la population active d’une Angleterre, alors deux fois moins peuplée que la France, soit une « armée de réserve » pas si massive. En Écosse, la succession des guerres jacobites anéantit dès le début du XVIIIe siècle, le vieux système tribal et communautaire des clans, avec cependant pour conséquence l’émigration au Nouveau-Monde, dans le Piémont des Appalaches.

### Le vagabondage réprimé, les salaires écrasés
Toujours selon Marx, les cultivateurs expropriés sont ensuite transformés en salariés par une deuxième vague, la révolution agricole, qui enrichit les propriétaires terriens, désormais capables d’investir dans des activités nouvelles, mais qui nécessitent moins de bras. Une partie des ruraux n’a plus sa place dans les villages, selon Marx. Parallèlement, les lois condamnant le vagabondage se succèdent, promettant les hommes errants à la torture, à l'emprisonnement, à l'esclavage et même parfois à la mort. Devenus des marchandises, ces vagabonds se regroupent dans les villes et forment pour le capital industriel, son « armée de réserve », acceptant des salaires d’autant plus bas que des lois les fixent, sous peine d'emprisonnement de l'ouvrier en cas de dépassement. Cette théorie, qui souligne la brutalité du déclassement social ainsi imposé, bute cependant sur le fait que ces nouveaux prolétaires, sans logement décent et sans le sou, ne favorisent pas les débouchés commerciaux de la révolution industrielle.

### Le rôle des grands ports coloniaux
Le troisième facteur d’enrichissement vient des colonies, où les plantations de tabac puis de sucre dégagent une très forte rentabilité, grâce à l’exploitation d’une main d’œuvre gratuite, les esclaves, que leurs maîtres épuisent à la tâche pour obtenir une très forte productivité. Le coût de ces esclaves diminue d’autant plus que la traite négrière bénéficie de capacités de transport croissantes, avec la concurrence entre armateurs hollandais, anglais, français et portugais, effective dès les années 1670 et renforcée dans les années 1720 par l’augmentation de la taille des navires. Conséquence, l'arrière-pays de grands ports coloniaux comme « Liverpool s'industrialise en partie grâce à l'activité portuaire, Bordeaux provoque la même évolution et étend son influence jusqu'à Montauban », note l'historien Jean-Pierre Rioux. « Cependant, les armateurs nantais retirent du commerce triangulaire des profits énormes - 80 % en moyenne - sans créer de zone industrielle », ajoute-t-il, tout en précisant que « Marx, au livre 1er du capital, avait déjà longuement ironisé sur tous ceux qui cherchent vainement l'accumulation primitive du capital. Pour lui c'est l'expropriation du propriétaire immédiat », qui « gît au fond de l'accumulation primitive ». De fait les fortunes coloniales comme Antoine Walsh, Jean Stapleton, d'autres irlandais de Nantes ou Guillaume Grou et Antoine Crozat ont surtout investi dans l'immobilier. « Les bourgeoisies d'armateurs achètent des offices, souscrivent aux emprunts d'État et surtout inlassablement, rassemblent de la terre », écrit Rioux.

## Accumulation du capital et utilisation du capital
Les analyses de l'utilisation du capital accumulé, sur des bases régionales ou sectorielles, par des auteurs non-marxistes ou alors partisans d'une sérieuse révision du marxisme, ont montré que les accélérations de l'investissement sont plutôt provoquées par une combinaison de progrès technologique, d'accroissement de la demande, et de circulation améliorée du capital, l'accumulation générale de capital ne suffisant pas à provoquer un décollage, même si elle peut jouer un rôle progressif, à l'échelle macro-économique.

### Les profits agricoles réinvestis dans l'agriculture grâce à la révolution agricole
Des auteurs comme Paul Bairoch et Walt Whitman Rostow considèrent la révolution agricole comme liée à la révolution industrielle, par le biais de la formation de capital, perçue comme un processus régulier plus que comme une accumulation : l’agriculture profite d’une mécanisation croissante, qui génère des commandes industrielles. L'augmentation du produit brut agricole augmente la valeur des terres et dégage des possibilités financières pour l'investissement, qu’il soit agricole ou industriel.
Les travaux de Phyllis Deane relativisent cette théorie et vont encore plus loin dans la critique du rôle de l'accumulation primitive du capital, en soulignant le décalage géographique entre les régions où se déroulent la « révolution agricole » (sud-est de l’Angleterre) et celles où se développent l'industrialisation (centre ouest et nord de l’Angleterre), un argument repris par Fernand Braudel dans Civilisation matérielle et capitalisme (XVe – XVIIIe siècle) (1967).
L'économiste libéral péruvien Hernando de Soto, dans Le Mystère du capital, a travaillé sur la transposition possible des révolutions industrielles passées aux économies émergentes actuelles. Il a rappelé que « les pays pauvres ont besoin des solutions que les pays développés ont adoptées au XIXe siècle, pas au XXIe siècle », une condition primordiale de fonctionnement du capitalisme est la protection du droit de propriété par l'État. Pour lui, plus que l'accumulation d'un capital, c'est la visibilité apportée par cette sécurité juridique qui a permis d'accélérer, souvent assez tard dans le XIXe siècle. Dans ce livre, il explique que l'arsenal législatif progressivement mis en place en Occident a permis une émancipation de l'individu par rapport à la communauté, la garantie de la propriété, la généralisation et la standardisation des titres de propriété. Il rappelle par exemple que l'enregistrement foncier, au moment de la ruée vers l'or en Californie était régi par quelque 850 institutions distinctes.

### L'investissement industriel français faible avant la vague du chemin de fer
Le rôle même du capital dans la révolution industrielle est remis en cause par Patrick Verley, qui affirme que « le taux d’investissement fut assez faible avant 1850 et qu’il s’est plutôt agi d’une meilleure utilisation du capital existant. Les machines étaient peu coûteuses et les bâtiments existaient déjà (en France de nombreux couvents vendus en biens nationaux furent transformés en bâtiments manufacturiers) ». Par ailleurs, comme Keynes a parlé d'une « trappe à liquidité » stérilisant l'investissement, le capital a souvent été détourné vers la simple spéculation boursière et immobilière, son accumulation ne déclenchant pas de soutien à l'industrie ou à l'innovation technologique, soumises à un problème de Financement de la croissance.
Dans La Fortune immobilière des Toulousains et la Révolution française., 1970, l'historien Jean Santou observe que « de 1789 à 1799 une bourgeoisie nombreuse et active confisque près de 99 % de l'enrichissement immobilier de la région, refuse de jouer le jeu de l'inflation et de la mobilité, et se lance dans un accroissement sans fin de son capital immobilier, brisant définitivement toute chance de décollage moderne pour la région dont elle détient les forces vives. »

### La circulation du capital au moins aussi importante que son accumulation
L'industrie anglaise naissante aurait pour sa part profité d'une meilleure circulation du capital, malgré un stock global de capital plus modeste, selon Civilisation matérielle et capitalisme (XVe – XVIIIe siècle) (page 756), de Fernand Braudel, qui met l'accent aussi sur la création monétaire permise par la fondation de la Banque d'Angleterre lors de la Révolution financière britannique, dans un pays où existent dès 1784 un total de 120 country banks locales, qui ne sont encore seulement 12 en 1750, mais au nombre de 370 dès 1800, facilitant la vie aux Premiers entrepreneurs du coton britannique.
Plus tard, au XXe siècle dans d'autres contextes, les théories sur le rôle de l'accumulation primitive du capital seront remises en cause, en particulier dans les périodes où une forte accumulation de capital sur les marchés financiers coïncide avec une baisse des taux d'investissement, sur fond de crise des modèles de Financement de la croissance et de forte Extériorisation des bénéfices qui se traduit in fine par une préférence pour le financement par la dette, avec son corollaire, la Sous-capitalisation, que de modestes taux d'intérêt ne suffisent pas à justifier.

## L'accumulation primitive dans les pays socialistes
À l'époque de la révolution bolchevique en Russie en 1917, l'économie de ce pays est dominée par l'agriculture et l'industrie y est insuffisante pour créer les conditions d'une croissance économique conforme aux ambitions des nouveaux dirigeants. Une grande controverse avait eu lieu à l'intérieur du Parti communiste au pouvoir dans les années 1920 (controverse Boukharine/Préobrajenski) qui a, finalement, abouti à la création des " conditions de l'accumulation socialiste primitive ". l'État a joué un rôle principal dans ce mécanisme en  achetant les produits agricoles à bas prix des coopératives agricoles et en les vendant à prix élevés aux habitants des villes. Le profit ainsi réalisé permet d'industrialiser le pays et d'accroître le PIB national.

## Critique
Pierre Bourdieu se montre critique face à la théorie de l'accumulation primitive du capital de Marx. Dans Sur l'État (cours du 8 février 1990), il conteste la théorie en faisant remarquer l'étroitesse de la définition de « capital ». En réalité, l’État doit dans un premier temps avoir accumulé du capital symbolique pour pouvoir ensuite lever des impôts, et rendre possible l'accumulation primitive du capital pécuniaire.